# In Pursuit of Polly
In Pursuit of Polly é um filme mudo do gênero comédia dramática produzido nos Estados Unidos e lançado em 1918. É atualmente considerado filme perdido.